# راي ويلسون (مغني)
راي ويلسون (بالإنجليزية: Ray Wilson)‏ هو مغني وكاتب أغاني بريطاني، ولد في 8 سبتمبر 1968 في إدنبرة في المملكة المتحدة.

## وصلات خارجية
- الموقع الرسمي
- راي ويلسون على موقع IMDb (الإنجليزية)
- راي ويلسون على موقع ميوزك برينز (الإنجليزية)
- راي ويلسون على موقع أول ميوزيك (الإنجليزية)
- راي ويلسون على موقع ديسكوغز (الإنجليزية)
- راي ويلسون على موقع قاعدة بيانات الفيلم (الإنجليزية)